# Oberpodgoria

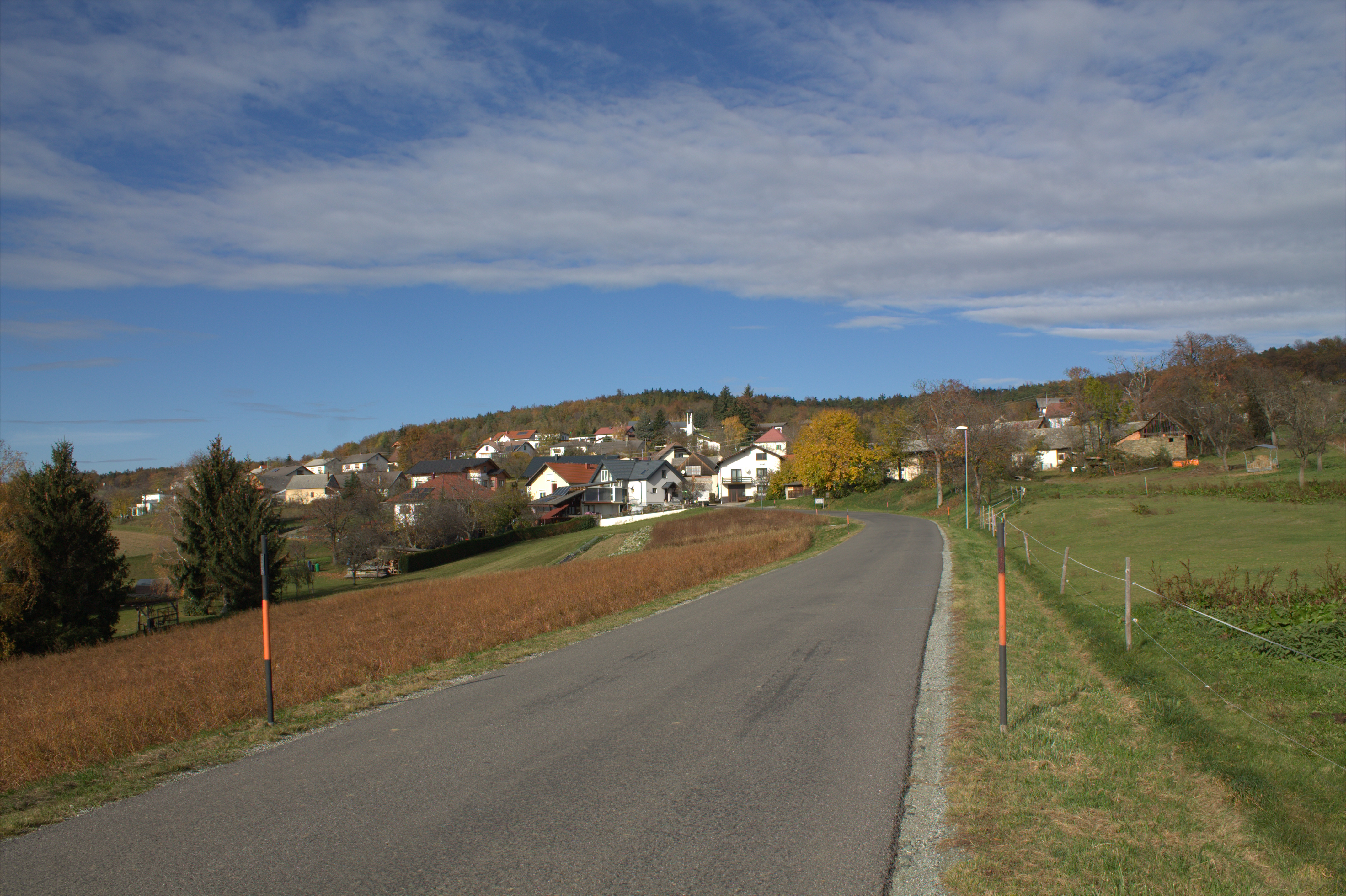
Oberpodgoria von Süden

Oberpodgoria (kroatisch Podgorje ‚unterm Berg‘, ungarisch Hármasfalu ‚Dreierdorf‘ oder Felsőpodgoria ‚Oberpodgoria‘) ist eine Ortschaft in der Gemeinde Weiden bei Rechnitz im Burgenland.
Der Ort befindet sich nördlich von Weiden in den Südhängen des Günser Gebirges. Erstmals erwähnt wurde Oberpodgoria in einer Urkunde von 1614, der Ort dürfte aber bereits um 1500 durch walachische Siedler entstanden sein. 1614 bestätigte Thomas Erdödy den „Valachi von Cziklin und Podgoria“ ihre Privilegien. Heute hat der Ort 99 Einwohner (Stand 1. Jänner 2024).

## Kirche
Vor der jetzt bestehenden Kirche in Oberpodgoria stand an denselben Ort eine kleine Kapelle, welche 1888 erbaut wurde, 1948 wurde diese um einen Turm erweitert. Da die Kapelle nicht viele Leute fasste und renovierungsbedürftig war, erfolgten der Abbruch der alten und die Errichtung der neuen Kirche von der Ortsbevölkerung in den Jahren 2001–2003. Die Filialkirche ist dem heiligen Stephan, König von Ungarn gewidmet.

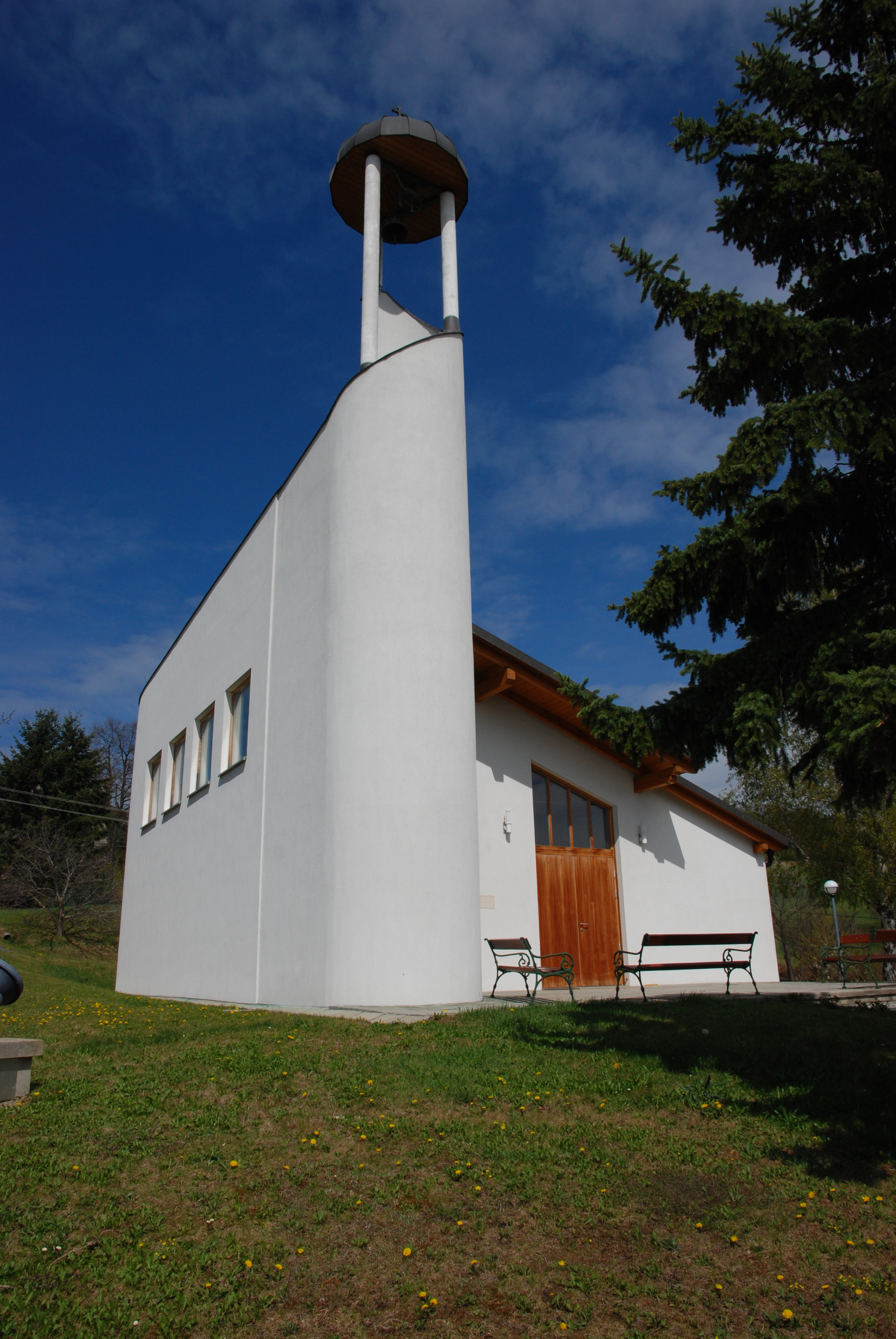
Filialkirche Oberpodgoria

## Ladislaus-Kapelle
Unweit des Ortes, etwa 30 Minuten zu Fuß, befindet sich ein Berg namens Große Plischa. Auf ihm befand sich eine Kapelle, welche dem ungarischen König Ladislaus gewidmet war. In der Franciceischen Karte von 1844 ist die Ladislaus-Kapelle auf dem Berg „Podgori Plischa“ (heute: Große Plischa) noch eingezeichnet. 1963 war sie schon verfallen.

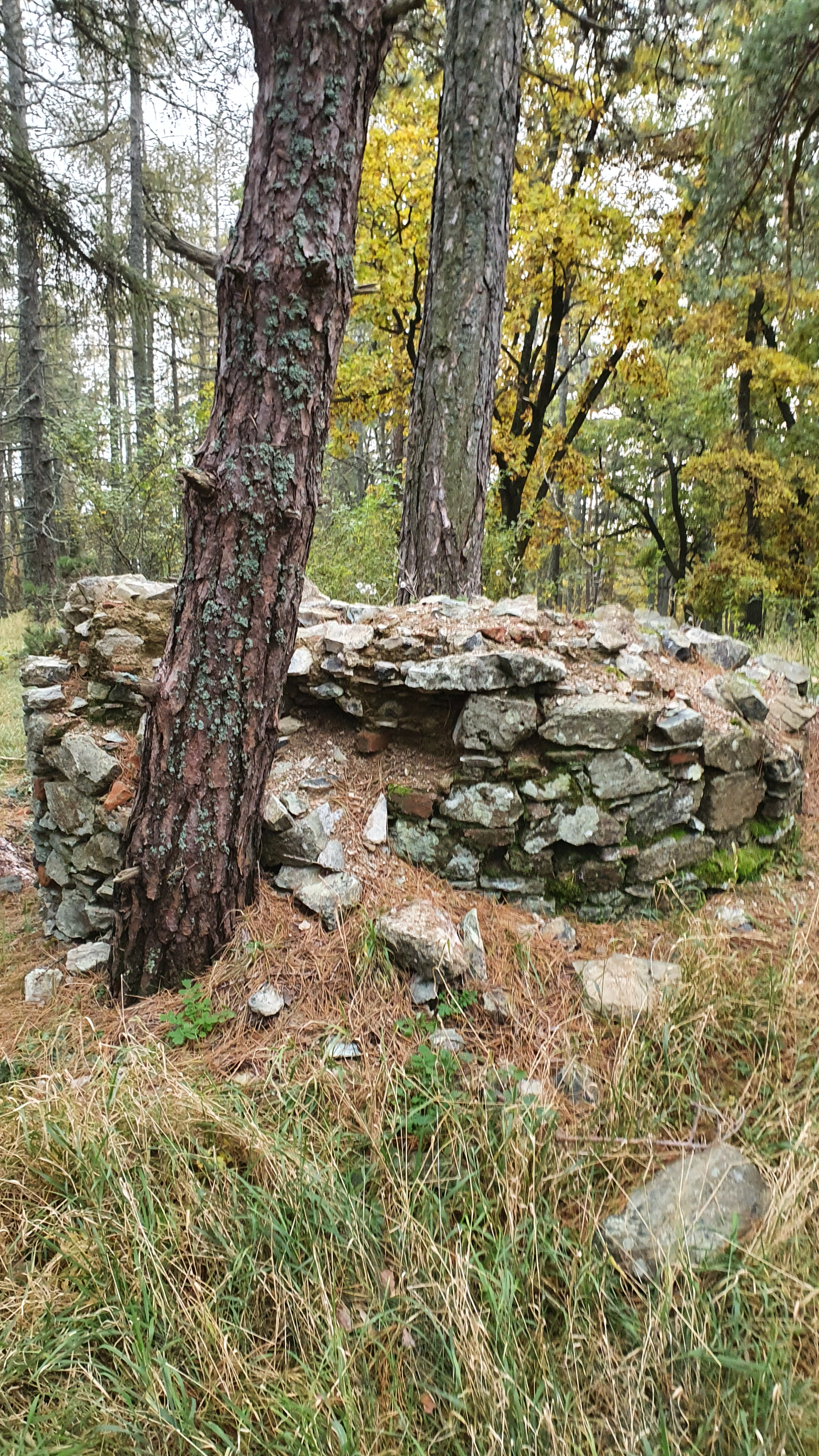
Ruine der Ladislaus-Kapelle

## Ein Bankerl, um den wunderbaren Ausblick zu genießen
Westlich der Ortschaft ließ der bekannte Journalist Kurt Kuch vor seinem Ableben eine Bank mit der Inschrift „Ein Bankerl, um den wunderbaren Ausblick zu genießen“ aufstellen. Diese soll Wanderern und Radfahrern als Rastplatz zu seinen Ehren dienen.

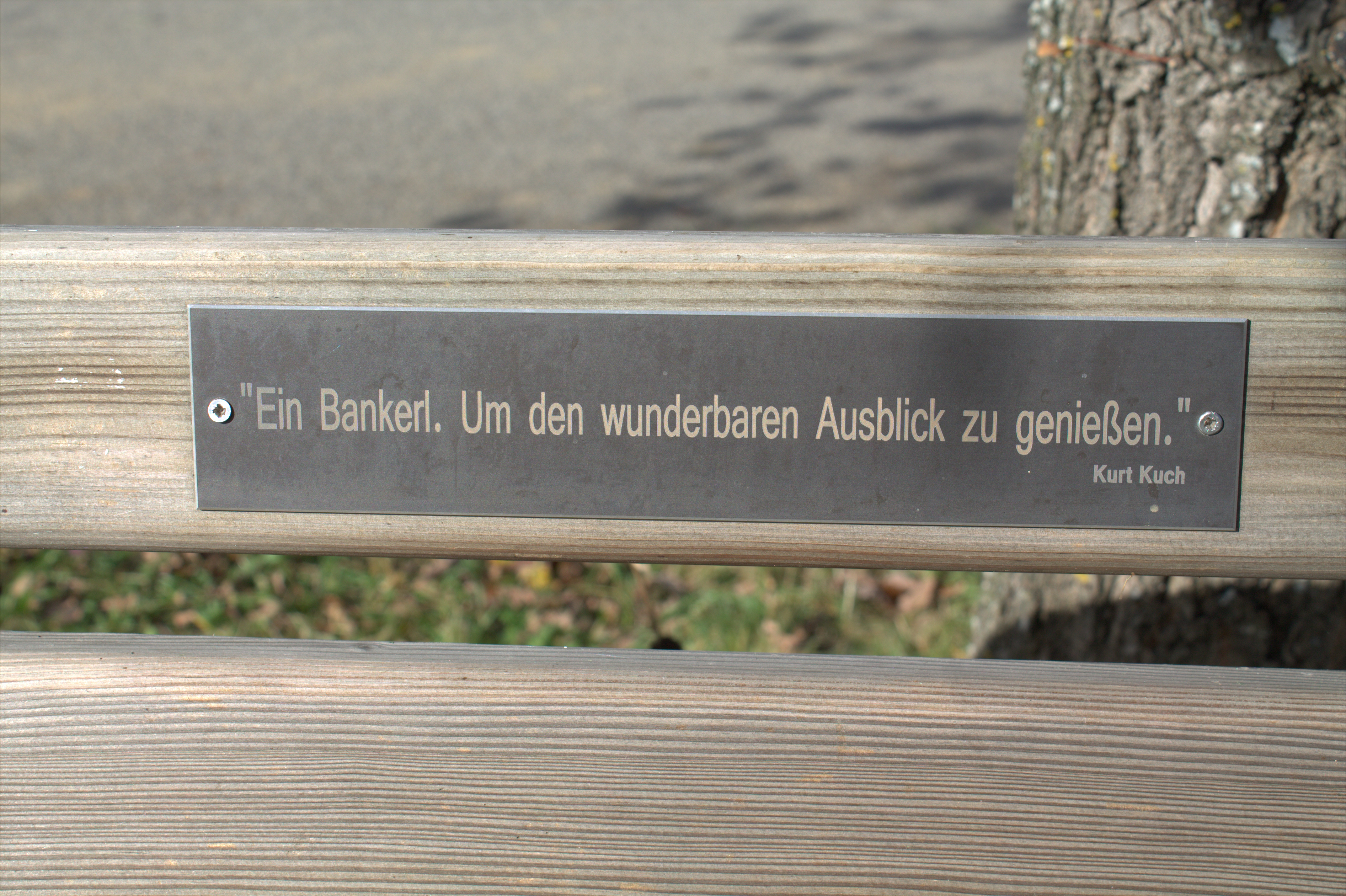
„Ein Bankerl, um den wunderbaren Ausblick zu genießen“

## Kultur

### Vereine
- Freiwillige Feuerwehr
- Jugendverein
- Verschönerungsverein

### Genossenschaften
- Wassergenossenschaft Oberpodgoria (gegründet 1962)[6]
- Urbarial-Gemeinde Oberpodgoria[7]

### Regelmäßige Veranstaltungen
- Faschingsumzug (Jugendverein)
- Maibaum aufstellen/umschneiden (Verschönerungsverein)

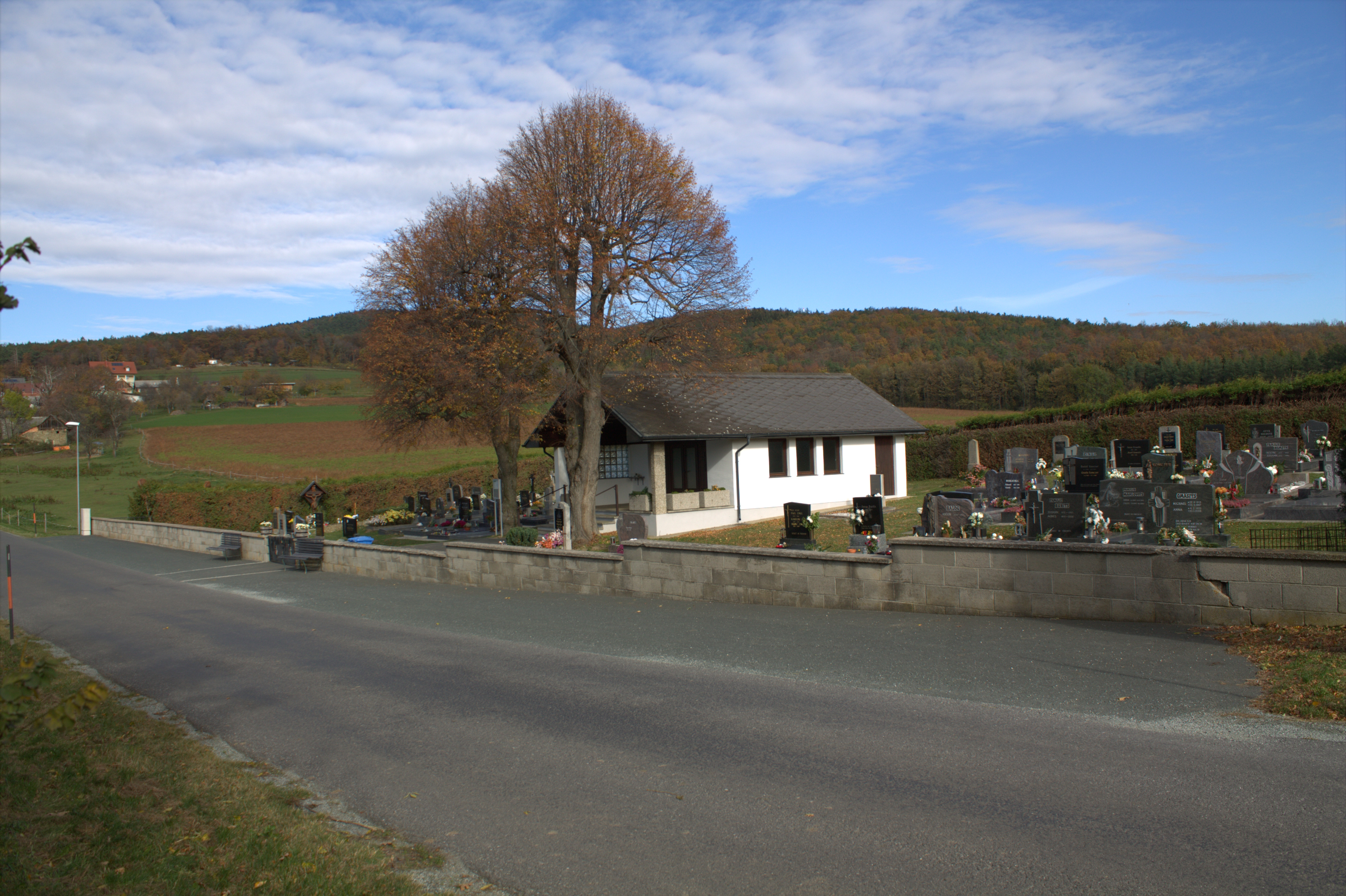
Friedhof und Aufbewahrungshalle Oberpodgoria

- Schodaparty (Jugendverein)
- Kirtag (Freiwillige Feuerwehr)
- Allerheiligen Feuer
- Punschstandl (Jugendverein)